# Microplitis heterocerus
Microplitis heterocerus är en stekelart som först beskrevs av Johannes Friedrich Ruthe 1860.  Microplitis heterocerus ingår i släktet Microplitis och familjen bracksteklar. Inga underarter finns listade i Catalogue of Life.